# Arkadiusz Jabłoński (ur. 1963)
Arkadiusz Jabłoński (ur. 18 stycznia 1963 w Sławniowicach) – polski filolog, socjolog i filozof społeczny, doktor habilitowany nauk społecznych, nauczyciel akademicki Katolickiego Uniwersytetu Lubelskiego Jana Pawła II, specjalności naukowe: metodologia nauk społecznych, teorie socjologiczne, socjologia wiedzy.

## Życiorys
W 1987 roku ukończył studia na kierunku teologia, a w 1989 roku na kierunku filologia polska w Katolickim Uniwersytecie Lubelskim. W 1994 roku na Wydziale Nauk Społecznych tej uczelni na podstawie rozprawy pt. Filozoficzna interpretacja życia społecznego w ujęciu Petera Wincha uzyskał stopień doktora nauk humanistycznych w dyscyplinie socjologia i filozofia.  Tam też w 2007 roku na podstawie dorobku naukowego oraz monografii pt. Budowanie społeczeństwa wiedzy. Zarys teorii społecznej Karla R. Poppera uzyskał stopień naukowy doktora habilitowanego nauk humanistycznych w dyscyplinie socjologia w specjalności socjologia wiedzy.
Jest Kierownikiem Katedry Teorii Społecznych i Socjologii Rodziny w Instytucie Nauk Socjologicznych KUL. W latach 2012–2016 był dyrektorem tego Instytutu. Od 1 września 2020 roku jest Dziekanem Wydziału Nauk Społecznych KUL. W 2021 został powołany na przewodniczącego Prezydium Rady Naukowej Instytutu Badań Edukacyjnych na lata 2021–2025. 
21 grudnia 2021 został odznaczony Medalem Złotym za Długoletnią Służbę. 